# Sjöbiskop

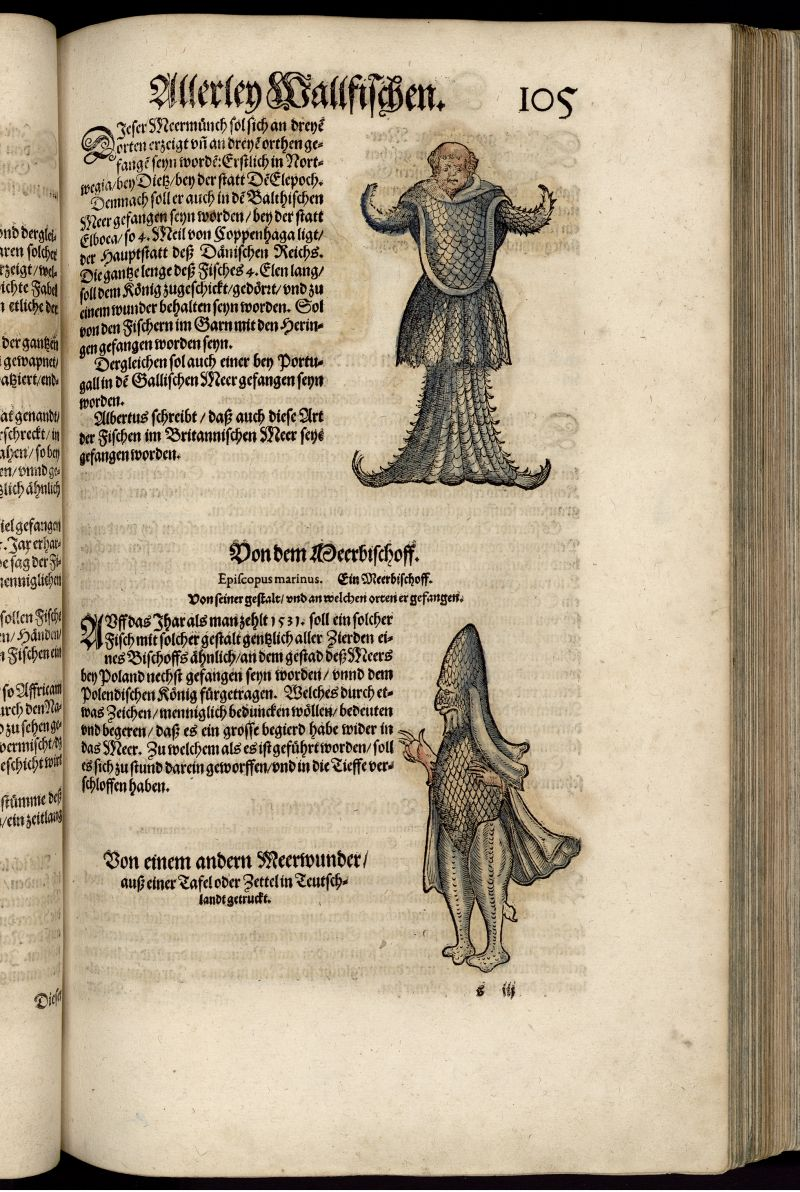
Sida ur Conrad Gesners bok Historiae animalium från 1587. Sjöbiskopen syns nedan. Den mytiska varelsen ovanför är den till utseendet närbesläktade sjömunk.

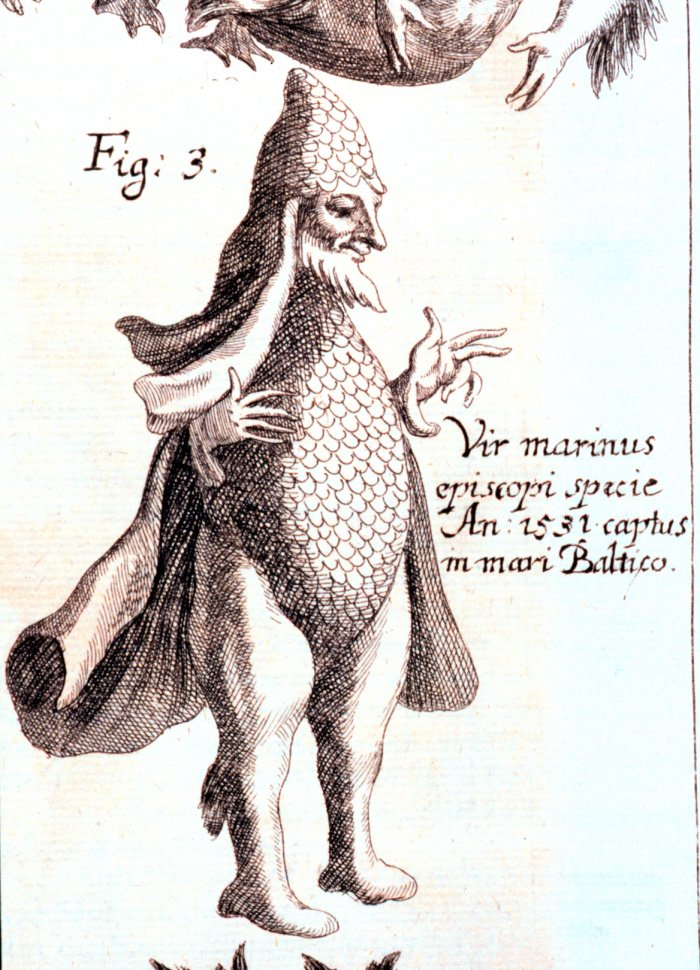
Sjöbiskopen i Johann Zahns bok Specula physico-mathematico-historica notabilium ac mirabilium sciendorum från 1696.

Sjöbiskopen, havsbiskopen eller biskopsfisk är en fiktiv havslevande varelse som omskrivs i skrifter, bland annat i bestiarier, från medeltiden och renässansen. Den italienska upptäcktsresande och kartografen Sebastiano Caboto varnade exempelvis i en skrift om resande i Arktis från 1547 för havsbiskopen och havsmunken som simma omkring i fjordar och vikar med pil och båge och som leva av människokött. Även Olaus Magnus skrev om havsmunkar och havsbiskopar i sin historia om de nordiska folken Historia de Gentibus Septentrionalibus, 1555. Conrad Gesner inkluderade havsmunken och havsbiskopen i sin bok Historiae animalium från 1587 men ifrågasätter dess existens.
En legend berättar om hur en fångad sjöbiskop fördes till kungen av Polen, olika källor anger 1433 och 1531, och att kungen först ville behålla den men att en grupp katolska biskopar ska ha bett att den skulle släppas, vilket kungen då gjorde.
I modern tid har det spekulerats i om sjöbiskopen egentligen var en broskfisk, kanske en rocka av något slag, eftersom vissa arters undersida påminner om de mest spridda teckningarna. Se Jenny Haniver.